# ماراتايزيس
ماراتايزيس (بالبرتغالية: Marataízes, Espírito Santo‏) هي بلدية تقع في البرازيل في إسبيريتو سانتو (البرازيل).[بحاجة لمصدر] يقدر عدد سكانها بـ 34,140 نسمة ومساحتها 133.075 كم2 وترتفع عن سطح البحر 2 متر.

## معرض صور

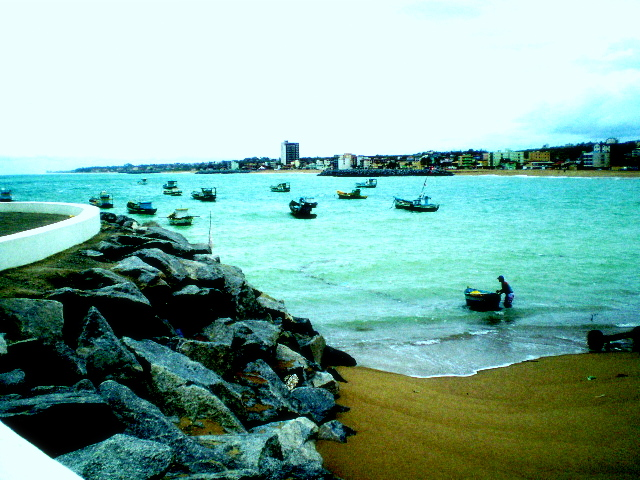
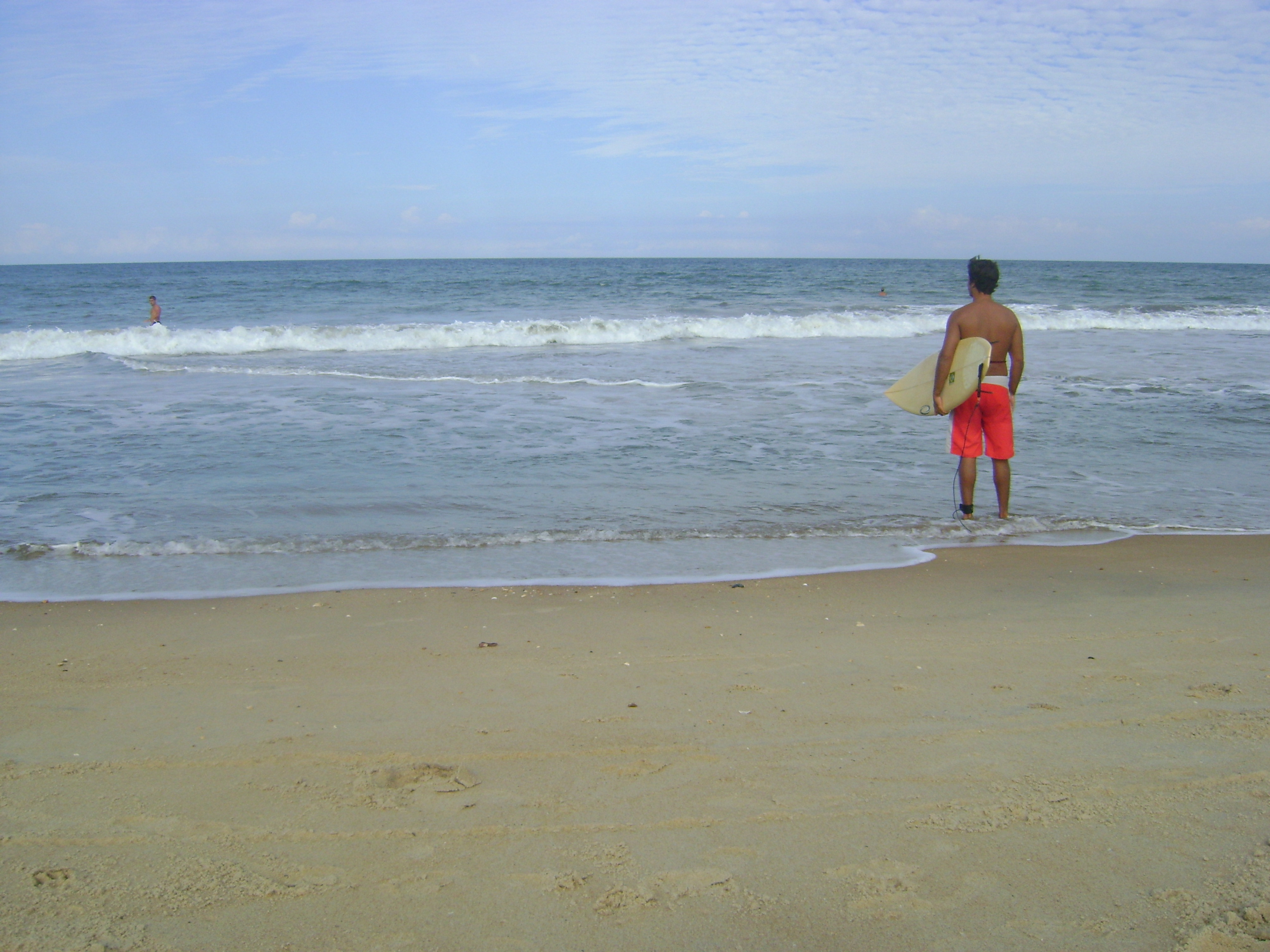
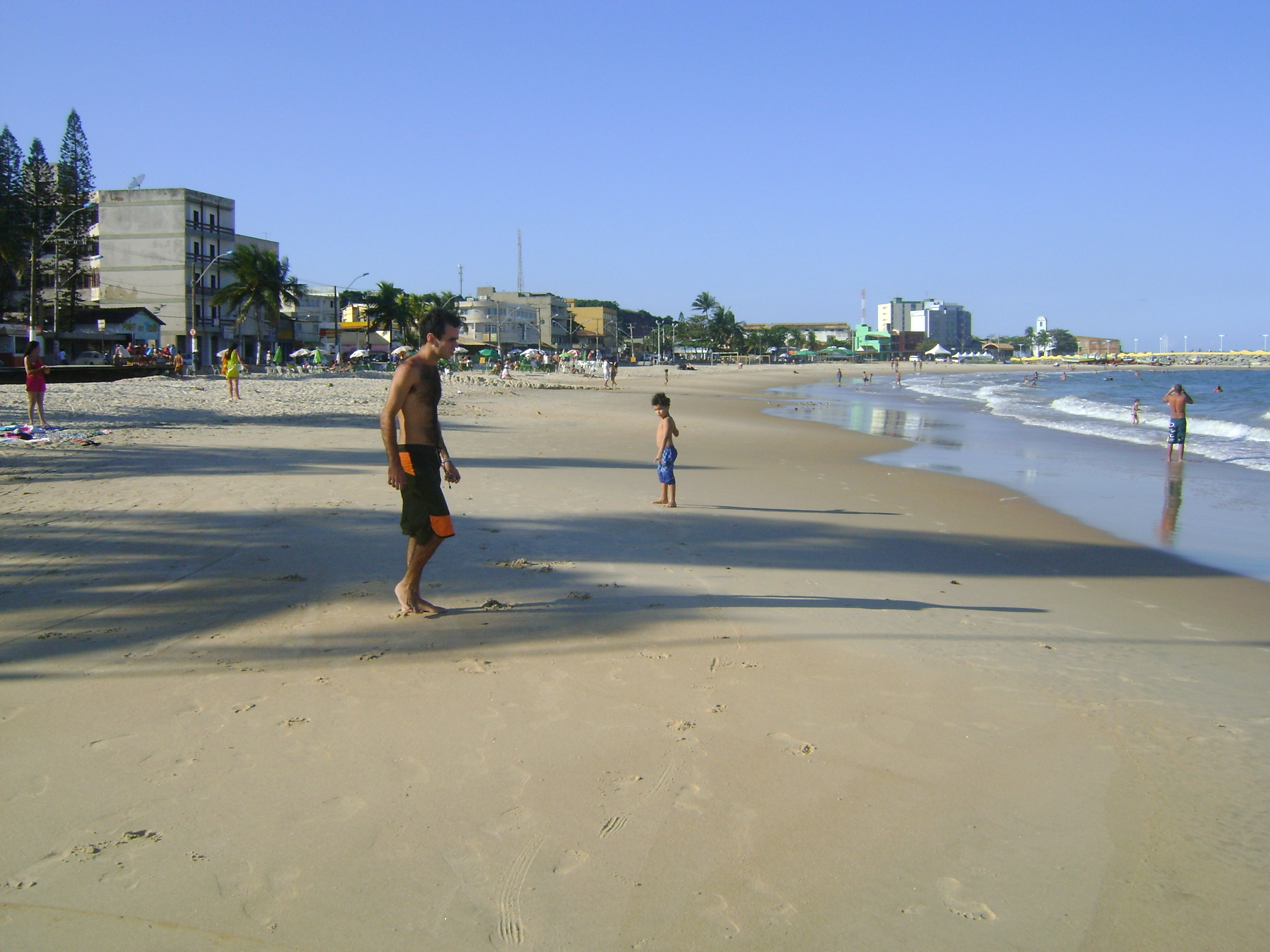
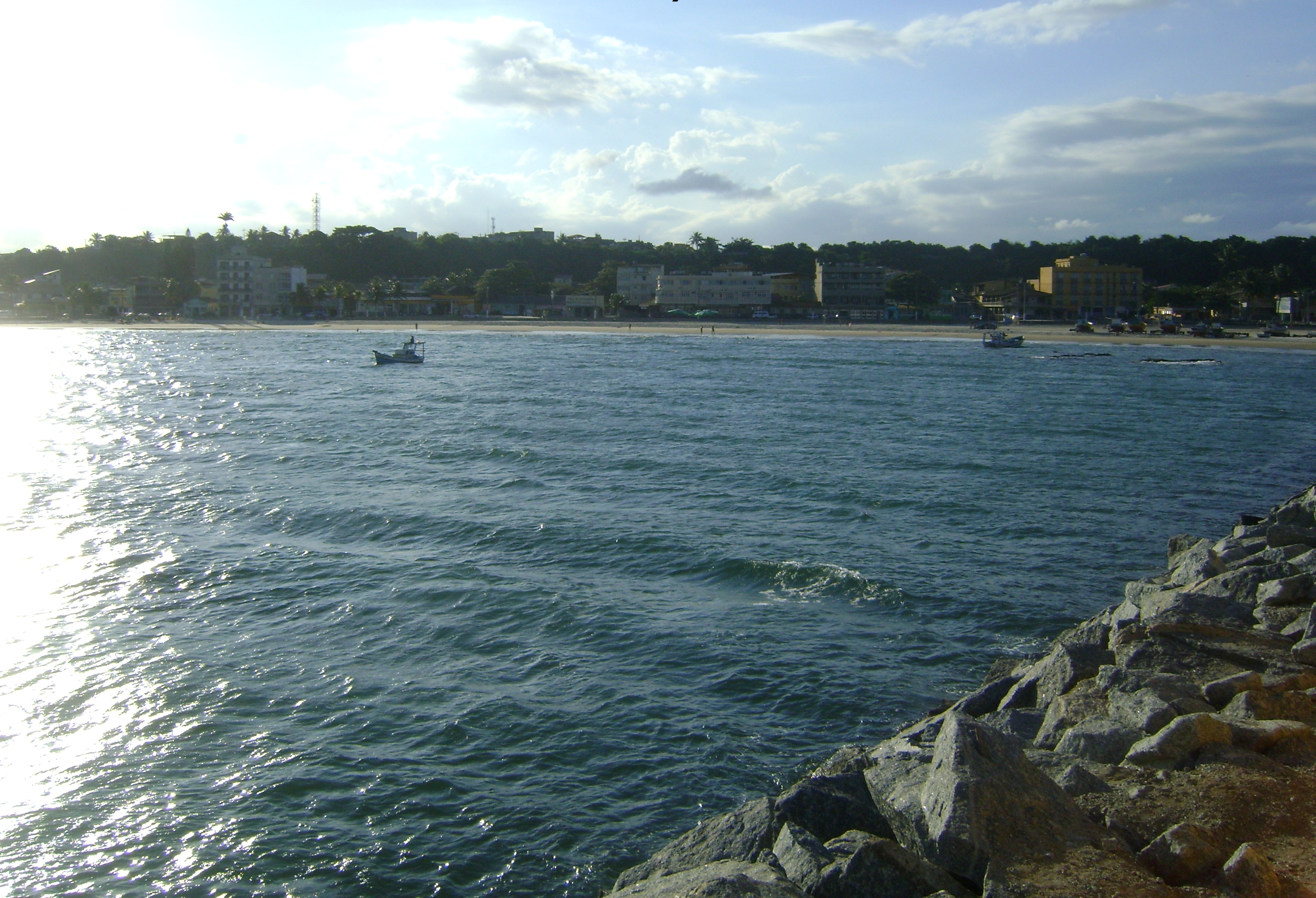
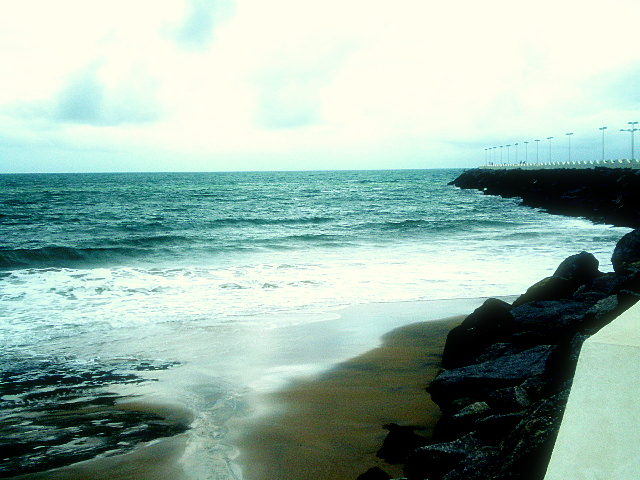
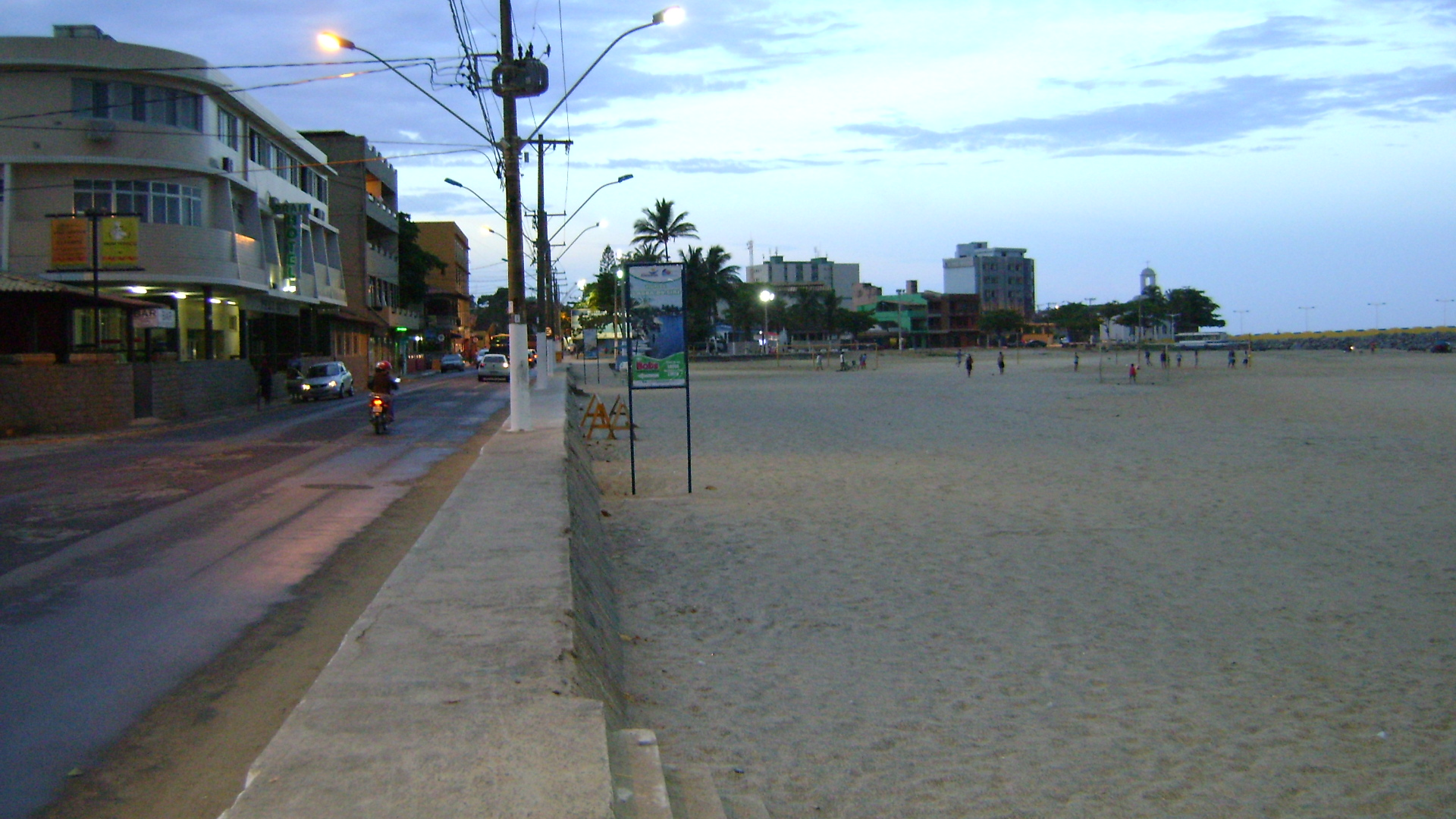